# 帝國劇場
35°40′35.5″N 139°45′38.7″E / 35.676528°N 139.760750°E

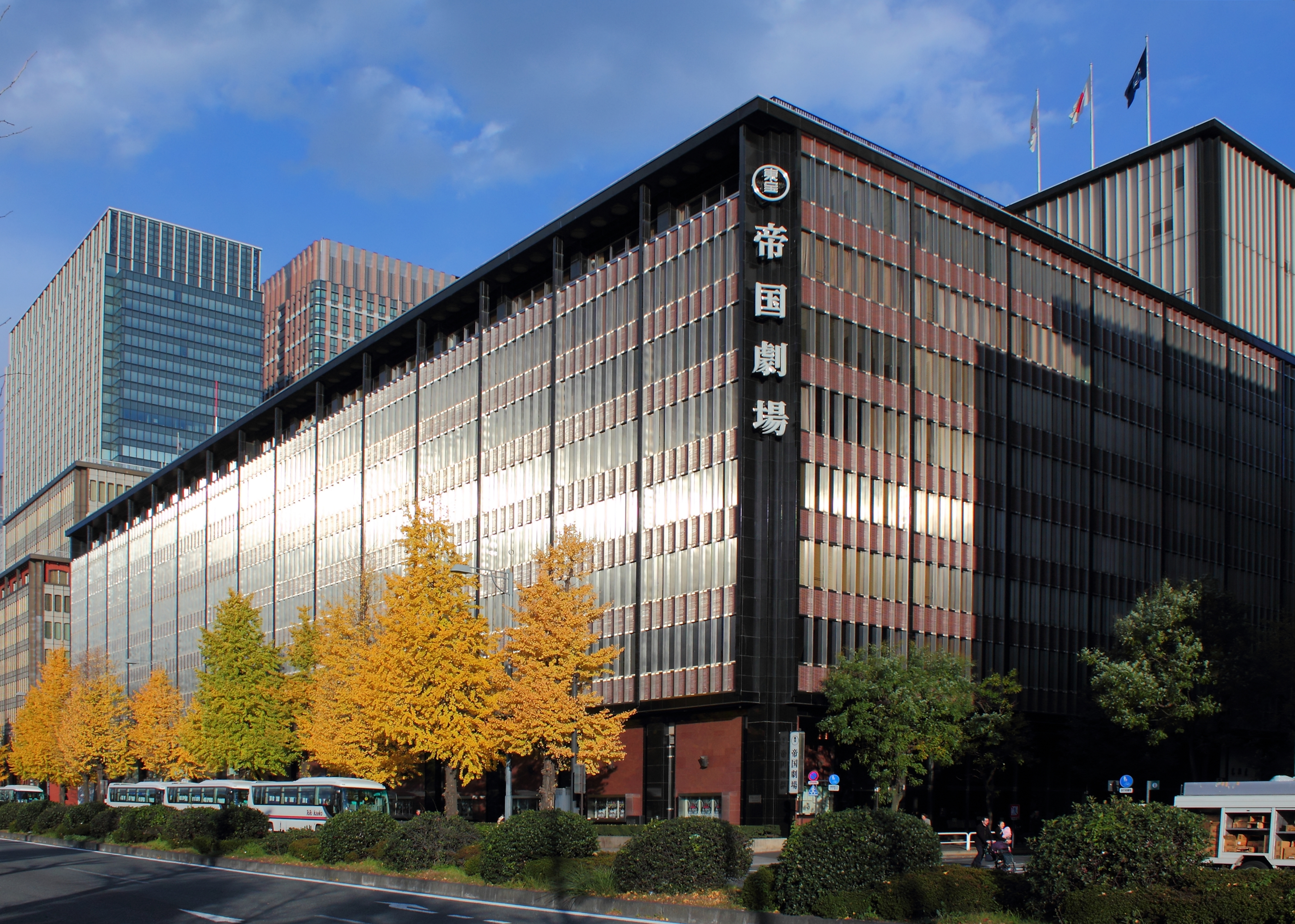
帝國劇場今貌（2012年攝）

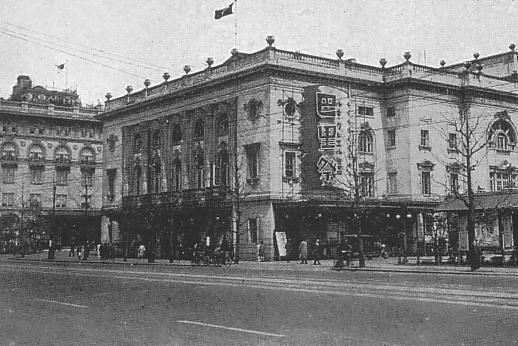
1933年的帝國劇場外觀

帝國劇場（日语：〔〕／ Teikoku Gekijō */?）是位於日本東京都千代田區丸之内的舞台劇劇場，為日本第一座西式劇場，鄰近DN塔21（GHQ原址）、皇居及有樂町站。目前由東寶經營。其以簡稱「帝劇」（／ Teigeki）為人所知。

## 历史
由日本實業家澀澤榮一、大倉喜八郎共同設立，於1911年（明治44年）3月1日正式開幕。由横河民輔負責建築設計，文藝復興建築風格。當年的宣傳口號「今天去帝劇，明天去三越」（今日は帝劇、明日は三越）流行一時，象徵揭開消費時代的序幕。之後陸續邀請義大利聲樂家演出歌劇，以及歌舞伎劇、莎翁劇等各類舞台名作。
歷經1923年關東大地震的修復重建、松竹及東寶的經營權轉手，其間亦曾轉作電影院使用，到1965年播映完《阿拉伯的勞倫斯》之後拆除。現在所見的帝國劇場大樓（國際大樓）為建築師谷口吉郎重新設計，於1966年9月29日落成。1969年～1984年間《日本唱片大獎》固定在此舉行發表儀式。已屆百年歷史的帝國劇場一直是東京，乃至於全日本最具代表性的藝術表演舞台之一，許多經典劇作與國際名伶都曾在此演出。直至今日，每年仍維持十部左右的公演作品量。

## 主要公演劇目
- 飄：乱世佳人（：Gone with The Wind）（1966年11月首演）
- 屋頂上的提琴手(：Fiddler on the Roof）（1967年9月首演）
- 悲慘世界（：Les Miserables）（1987年6月首演）
- 西貢小姐（：Miss Saigon）（1992年5月首演）
- 伊莉莎白（2000年6月首演）：描繪『茜茜公主』一生的故事。
- SHOCK（2000年11月首演）：由『堂本光一』擔任座長、主演。
- DREAM BOY（DREAM BOYS）（2004年1月首演）：2005年起由『亀梨和也』擔任座長、主演。
- 瑪麗皇后（2006年11月首演）：以『瑪麗·安托瓦內特』為藍本，改編自『遠藤周作』小說。
- 新春瀧澤革命（2009年1月首演）：由『瀧澤秀明』擔任座長、主演，2011年為帝劇開場100周年記念公演。

## 外部連結
- 帝國劇場官方網站 （页面存档备份，存于） （日語）